# Záložník (vojsko)
Jako záložník (rezervista) bývá označován voják, který po ukončení aktivní služby v armádě (popř. základní vojenské služby) i nadále zůstává v pohotovosti pro případné nasazení ve válečném konfliktu. Česká republika má vlastní aktivní zálohy.

## Historický vývoj
Pojem záložník ve střední Evropě poprvé získal důležitost až po pruské porážce v bitvách u Jeny a Auerstedtu. Napoleon Bonaparte totiž Prusko donutil k drastické redukci armády, která nesměla mít více než 42 000 mužů.
Systém armády byl reformován tak, že předpokládal krátký vojenský výcvik rekrutů, kteří se následně stali rezervisty a byli nasazeni až ve válce. Takto bylo možno výrazně snížit řady armády, ač se její vojenská síla nijak dramaticky nesnížila.
Za Rakouska-Uherska byl vojenský záložník označován termínem dovolenec nebo stálý dovolenec. Dovolenec nedostával plat a musel každou změnu bydliště ohlásit obecnímu představenému. Dále musel plnit řadu dalších povinností.